# Melanommataceae
Melanommataceae es una familia de hongos en el orden Pleosporales. Los taxones tienen una distribución amplia en regiones templadas y subtropicales, y son sapróbicos en madera y corteza.

## Géneros
- Acrocordiopsis
- Anomalemma - ubicación tentativa
- Astrosphaeriella - ubicación tentativa
- Asymmetricospora
- Bicrouania
- Bimuria - ubicación tentativa
- Byssosphaeria
- Calyptronectria
- Caryosporella - ubicación tentativa
- Javaria
- Karstenula
- Mamillisphaeria - ubicación tentativa
- Melanomma
- Ohleria
- Ostropella
- Pseudotrichia
- Trematosphaeria - ubicación tentativa
- Xenolophium